# Leichtathletik-Halleneuropameisterschaften 1989
Die 20. Leichtathletik-Halleneuropameisterschaften fanden vom 18. bis 19. Februar 1989 in der Houtrusthallen in Den Haag statt. Die Niederlande waren zum zweiten Mal nach 1973 Gastgeberland der Veranstaltung.

## Ergebnisse Männer

### 60 m
| Platz | Athlet               | Land | Zeit (s) |
| ----- | -------------------- | ---- | -------- |
| 1     | Andreas Berger       | AUT  | 6,56     |
| 2     | Matthias Schlicht    | FRG  | 6,58     |
| 3     | Michael Rosswess     | GBR  | 6,59     |
| 4     | Pierfrancesco Pavoni | ITA  | 6,62     |
| 5     | Ronald Desruelles    | BEL  | 6,66     |
| 6     | Antonio Ullo         | ITA  | 6,68     |
| 7     | Witali Sawin         | URS  | 6,68     |
| 8     | Anri Grigorow        | BUL  | 6,69     |

Finale am 18. Februar

### 200 m
| Platz | Athlet           | Land | Zeit (s) |
| ----- | ---------------- | ---- | -------- |
| 1     | Ade Mafe         | GBR  | 20,92    |
| 2     | John Regis       | GBR  | 21,00    |
| 3     | Bruno Marie-Rose | FRA  | 21,14    |
| 4     | Andreas Berger   | AUT  | 21,33    |
| 5     | Sandro Floris    | ITA  | 21,41    |
| 6     | Andrzej Popa     | POL  | 21,81    |

Finale am 19. Februar

### 400 m
| Platz | Athlet          | Land | Zeit (s) |
| ----- | --------------- | ---- | -------- |
| 1     | Cayetano Cornet | ESP  | 46,21    |
| 2     | Brian Whittle   | GBR  | 46,49    |
| 3     | Klaus Just      | FRG  | 46,80    |
| 4     | Todd Bennett    | GBR  | 47,16    |
| 5     | Antonio Sánchez | ESP  | 47,45    |
| 6     | Vito Petrella   | ITA  | 47,83    |

Finale am 19. Februar

### 800 m
| Platz | Athlet           | Land | Zeit (min) |
| ----- | ---------------- | ---- | ---------- |
| 1     | Steve Heard      | GBR  | 1:48,84    |
| 2     | Rob Druppers     | NED  | 1:48,96    |
| 3     | Joachim Heydgen  | FRG  | 1:49,75    |
| 4     | Claude Diomar    | FRA  | 1:52,37    |
|       | Alfredo Lahuerta | ESP  | DNF        |
|       | David Sharpe     | GBR  | DNF        |

Finale am 19. Februar

### 1500 m
| Platz | Athlet            | Land | Zeit (min) |
| ----- | ----------------- | ---- | ---------- |
| 1     | Hervé Phélippeau  | FRA  | 3:47,42    |
| 2     | Han Kulker        | NED  | 3:47,57    |
| 3     | Sergei Afanassjew | URS  | 3:47,63    |
| 4     | Manuel Pancorbo   | ESP  | 3:47,64    |
| 5     | Hauke Fuhlbrügge  | GDR  | 3:47,76    |
| 6     | Eckhardt Rüter    | FRG  | 3:48,95    |
| 7     | Espen Borge       | NOR  | 3:49,57    |
| 8     | Tonino Viali      | ITA  | 3:51,01    |

Finale am 19. Februar

### 3000 m
| Platz | Athlet          | Land | Zeit (min) |
| ----- | --------------- | ---- | ---------- |
| 1     | Dieter Baumann  | FRG  | 7:50,43    |
| 2     | Abel Antón      | ESP  | 7:51,88    |
| 3     | Jacky Carlier   | FRA  | 7:52,23    |
| 4     | Remy Geoffroy   | FRA  | 7:52,90    |
| 5     | Branko Zorko    | YUG  | 7:54,16    |
| 6     | João Campos     | POR  | 7:54,93    |
| 7     | Adelino Hidalgo | ESP  | 7:55,17    |
| 8     | Mário Silva     | POR  | 7:55,89    |

Finale am 19. Februar

### 60 m Hürden
| Platz | Athlet              | Land | Zeit (s) |
| ----- | ------------------- | ---- | -------- |
| 1     | Colin Jackson       | GBR  | 7,59     |
| 2     | Holger Pohland      | GDR  | 7,65     |
| 3     | Philippe Tourret    | FRA  | 7,67     |
| 4     | Jiří Hudec          | TCH  | 7,69     |
| 5     | Carlos Sala         | ESP  | 7,72     |
| 6     | Florian Schwarthoff | FRG  | 7,72     |
| 7     | Tomasz Nagórka      | POL  | 7,81     |
| 8     | Aleš Höffer         | TCH  | 7,84     |

Finale am 19. Februar

### 5000 m Gehen
| Platz | Athlet                 | Land | Zeit (min) |
| ----- | ---------------------- | ---- | ---------- |
| 1     | Michail Schtschennikow | URS  | 18:35,60   |
| 2     | Roman Mrázek           | TCH  | 18:40,11   |
| 3     | Giovanni De Benedictis | ITA  | 18:43,45   |
| 4     | Pavol Blažek           | TCH  | 18:55,78   |
| 5     | Sándor Urbanik         | HUN  | 19:50,87   |
| 6     | Jaime Barroso          | ESP  | 19:56,97   |
| 7     | Wjatscheslaw Iwanenko  | URS  | 20:11,32   |
| 8     | José Urbano            | POR  | 20:17,12   |

Finale am 19. Februar

### Hochsprung
| Platz | Athlet                | Land | Höhe (m) |
| ----- | --------------------- | ---- | -------- |
| 1     | Dietmar Mögenburg     | FRG  | 2,33     |
| 2     | Dalton Grant          | GBR  | 2,33     |
| 3     | Alexei Jemelin        | URS  | 2,30     |
| 4     | Ralf Sonn             | FRG  | 2,27     |
| 5     | Sorin Matei           | ROU  | 2,27     |
| 6     | Sergei Maltschenko    | URS  | 2,24     |
| 7     | Jean Charles Gicquel  | FRA  | 2,24     |
| 8     | Panagiotis Kontaxakis | GRE  | 2,24     |

Finale am 19. Februar
Dietmar Mögenburg setzte sich erst im Stechen gegen Dalton Grant durch.

### Stabhochsprung
| Platz | Athlet            | Land | Höhe (m) |
| ----- | ----------------- | ---- | -------- |
| 1     | Grigori Jegorow   | URS  | 5,75     |
| 2     | Igor Potapowitsch | URS  | 5,75     |
| 3     | Mirosław Chmara   | POL  | 5,70     |
| 4     | Bernhard Zintl    | FRG  | 5,60     |
| 4     | Marian Kolasa     | POL  | 5,60     |
| 6     | István Bagyula    | HUN  | 5,60     |
| 7     | Atanas Tarew      | BUL  | 5,50     |
| 8     | Hermann Fehringer | AUT  | 5,40     |

Finale am 19. Februar

### Weitsprung
| Platz | Athlet         | Land | Weite (m) |
| ----- | -------------- | ---- | --------- |
| 1     | Emiel Mellaard | NED  | 8,14      |
| 2     | Antonio Corgos | ESP  | 8,12      |
| 3     | Frans Maas     | NED  | 8,11      |
| 4     | László Szalma  | HUN  | 8,06      |
| 5     | Dietmar Haaf   | FRG  | 7,96      |
| 6     | Jarmo Kärnä    | FIN  | 7,94      |
| 7     | Norbert Brige  | FRA  | 7,80      |
| 8     | Juha Kivi      | FIN  | 7,78      |

Finale am 19. Februar

### Dreisprung
| Platz | Athlet             | Land | Weite (m) |
| ----- | ------------------ | ---- | --------- |
| 1     | Mykola Mussijenko  | URS  | 17,29     |
| 2     | Volker Mai         | GDR  | 17,03     |
| 3     | Milan Mikuláš      | TCH  | 16,93     |
| 4     | Serge Hélan        | FRA  | 16,83     |
| 5     | Dario Badinelli    | ITA  | 16,62     |
| 6     | Andrzej Grabarczyk | POL  | 16,60     |
| 7     | Pierre Camara      | FRA  | 16,52     |
| 8     | Ivan Slanař        | TCH  | 16,48     |

Finale am 18. Februar

### Kugelstoßen
| Platz | Athlet             | Land | Weite (m) |
| ----- | ------------------ | ---- | --------- |
| 1     | Ulf Timmermann     | GDR  | 21,68     |
| 2     | Karsten Stolz      | FRG  | 20,22     |
| 3     | Georg Andersen     | NOR  | 20,22     |
| 4     | Wjatscheslaw Lycho | URS  | 20,16     |
| 5     | Karel Šula         | TCH  | 20,11     |
| 6     | Erik de Bruin      | NED  | 19,71     |
| 7     | Helmut Krieger     | POL  | 19,51     |
| 8     | Janne Ronkainen    | FIN  | 19,31     |

Finale am 18. Februar

## Ergebnisse Frauen

### 60 m
| Platz | Athletin                  | Land | Zeit (s) |
| ----- | ------------------------- | ---- | -------- |
| 1     | Nelli Cooman              | NED  | 7,15     |
| 2     | Laurence Bily             | FRA  | 7,19     |
| 3     | Sisko Hanhijoki           | FIN  | 7,23     |
| 4     | Paula Dunn                | GBR  | 7,24     |
| 5     | Nadeschda Roschtschupkina | URS  | 7,27     |
| 6     | Sabine Richter            | FRG  | 7,31     |
| 7     | Sabine Tröger             | AUT  | 7,35     |
| 8     | Marta Grossenbacher       | SUI  | 7,42     |

Finale am 18. Februar

### 200 m
| Platz | Athletin         | Land | Zeit (s) |
| ----- | ---------------- | ---- | -------- |
| 1     | Marie-José Pérec | FRA  | 23,21    |
| 2     | Regula Aebi      | SUI  | 23,38    |
| 3     | Sabine Tröger    | AUT  | 23,70    |
| 4     | Jennifer Stoute  | GBR  | 23,79    |
| 5     | Tatjana Papilina | URS  | 23,80    |
| 6     | Sisko Hanhijoki  | FIN  | 24,04    |

Finale am 19. Februar

### 400 m
| Platz | Athletin         | Land | Zeit (s) |
| ----- | ---------------- | ---- | -------- |
| 1     | Sally Gunnell    | GBR  | 52,04    |
| 2     | Marina Schmonina | URS  | 52,36    |
| 3     | Anita Protti     | SUI  | 52,57    |
| 4     | Angela Piggford  | GBR  | 52,90    |
| 5     | Taťána Slaninová | TCH  | 54,16    |
| 6     | Fabienne Ficher  | FRA  | 54,67    |

Finale am 19. Februar

### 800 m
| Platz | Athletin               | Land | Zeit (min) |
| ----- | ---------------------- | ---- | ---------- |
| 1     | Doina Melinte          | ROU  | 1:59:89    |
| 2     | Ellen Kießling         | GDR  | 2:01,24    |
| 3     | Tazzjana Hrabjantschuk | URS  | 2:01,63    |
| 4     | Maite Zúñiga           | ESP  | 2:02,77    |
| 5     | Gabriela Lesch         | FRG  | 2:03,04    |
|       | Swetlana Kitowa        | URS  | DNF        |

Finale am 19. Februar

### 1500 m
| Platz | Athletin             | Land | Zeit (min) |
| ----- | -------------------- | ---- | ---------- |
| 1     | Paula Ivan           | ROU  | 4:07,16    |
| 2     | Marina Jatschmenjowa | URS  | 4:07,77    |
| 3     | Swetlana Kitowa      | URS  | 4:08,36    |
| 4     | Yvonne Mai           | GDR  | 4:09,40    |
| 5     | Małgorzata Rydz      | POL  | 4:09,42    |
| 6     | Laima Baikauskaitė   | URS  | 4:10,49    |
| 7     | Karen Hutcheson      | GBR  | 4:10,76    |
| 8     | Malin Ewerlöf        | SWE  | 4:11,70    |

Finale am 19. Februar

### 3000 m
| Platz | Athletin       | Land | Zeit (min) |
| ----- | -------------- | ---- | ---------- |
| 1     | Elly van Hulst | NED  | 9:10,01    |
| 2     | Nicky Morris   | GBR  | 9:12,37    |
| 3     | Maricica Puică | ROU  | 9:15,49    |
| 4     | Zita Ágoston   | HUN  | 9:18,93    |
|       | Vera Michallek | FRG  | DNF        |

Finale am 19. Februar

### 60 m Hürden
| Platz | Athletin               | Land | Zeit (s) |
| ----- | ---------------------- | ---- | -------- |
| 1     | Jordanka Donkowa       | BUL  | 7,87     |
| 2     | Ljudmila Naroschilenko | URS  | 7,94     |
| 3     | Gabi Lippe             | FRG  | 7,96     |
| 4     | Marjan Olyslager       | NED  | 8,01     |
| 5     | Monique Éwanjé-Épée    | FRA  | 8,22     |
| 6     | Gretha Tromp           | NED  | 8,22     |
| 7     | Ine Langenhuizen       | NED  | 8,32     |
| 8     | Sylvia Dethier         | BEL  | 8,36     |

Finale am 19. Februar

### 3000 m Gehen
| Platz | Athletin            | Land | Zeit (min) |
| ----- | ------------------- | ---- | ---------- |
| 1     | Beate Anders        | GDR  | 12:21,91   |
| 2     | Ileana Salvador     | ITA  | 12:32,40   |
| 3     | María Reyes Sobrino | ESP  | 12:39,50   |
| 4     | Dana Vavřačová      | TCH  | 12:42,00   |
| 5     | Olga Sánchez        | ESP  | 12:43,49   |
| 6     | Andrea Alföldi      | HUN  | 12:43,62   |
| 7     | Anikó Szebenszky    | HUN  | 12:44,37   |
| 8     | Monica Gunnarsson   | SWE  | 12:54,52   |

Finale am 19. Februar

### Hochsprung
| Platz | Athletin               | Land | Höhe (m) |
| ----- | ---------------------- | ---- | -------- |
| 1     | Galina Astafei         | ROU  | 1,96     |
| 2     | Hanne Haugland         | NOR  | 1,96     |
| 3     | Maryse Éwanjé-Épée     | FRA  | 1,91     |
| 4     | Biljana Petrović       | YUG  | 1,88     |
| 5     | Dimitrinka Borislawowa | BUL  | 1,84     |
| 5     | Niki Bakogianni        | GRE  | 1,84     |
| 7     | Sabine Bramhoff        | FRG  | 1,84     |
| 8     | Barbara Fiammengo      | ITA  | 1,84     |

Finale am 18. Februar

### Weitsprung
| Platz | Athletin             | Land | Weite (m) |
| ----- | -------------------- | ---- | --------- |
| 1     | Galina Tschistjakowa | URS  | 6,98      |
| 2     | Iolanda Tschen       | URS  | 6,86      |
| 3     | Ringa Ropo-Junnila   | FIN  | 6,62      |
| 4     | Antonella Capriotti  | ITA  | 6,56      |
| 5     | Agata Karczmarek     | POL  | 6,56      |
| 6     | Mary Berkeley        | GBR  | 6,33      |
| 7     | Tineke Hidding       | NED  | 6,33      |
| 8     | Marjon Wijnsma       | NED  | 6,30      |

Finale am 18. Februar

### Kugelstoßen
| Platz | Athletin             | Land | Weite (m) |
| ----- | -------------------- | ---- | --------- |
| 1     | Stephanie Storp      | FRG  | 20,30     |
| 2     | Heike Hartwig        | GDR  | 20,03     |
| 3     | Iris Plotzitzka      | FRG  | 19,79     |
| 4     | Soňa Vašícková       | TCH  | 19,32     |
| 5     | Viktoria Horváth     | HUN  | 17,75     |
| 6     | Agnese Maffeis       | ITA  | 17,32     |
| 7     | Myrtle Augee         | GBR  | 17,17     |
| 8     | Yvonne Hanson-Nortey | GBR  | 16,59     |

Finale am 19. Februar

## Medaillenspiegel
| Medaillenspiegel Endstand nach 24 Entscheidungen | Medaillenspiegel Endstand nach 24 Entscheidungen | Medaillenspiegel Endstand nach 24 Entscheidungen | Medaillenspiegel Endstand nach 24 Entscheidungen | Medaillenspiegel Endstand nach 24 Entscheidungen | Medaillenspiegel Endstand nach 24 Entscheidungen |
| Platz                                            | Land                                             | Gold                                             | Silber                                           | Bronze                                           | Gesamt                                           |
| ------------------------------------------------ | ------------------------------------------------ | ------------------------------------------------ | ------------------------------------------------ | ------------------------------------------------ | ------------------------------------------------ |
| 1                                                | Sowjetunion                                      | 4                                                | 5                                                | 4                                                | 13                                               |
| 2                                                | Vereinigtes Königreich                           | 4                                                | 4                                                | 1                                                | 9                                                |
| 3                                                | Deutschland                                      | 3                                                | 2                                                | 4                                                | 9                                                |
| 4                                                | Niederlande                                      | 3                                                | 2                                                | 1                                                | 6                                                |
| 5                                                | Rumänien                                         | 3                                                | -                                                | 1                                                | 4                                                |
| 6                                                | Deutsche Demokratische Republik                  | 2                                                | 4                                                | -                                                | 6                                                |
| 7                                                | Frankreich                                       | 2                                                | 1                                                | 4                                                | 7                                                |
| 8                                                | Spanien                                          | 1                                                | 2                                                | 1                                                | 4                                                |
| 9                                                | Österreich                                       | 1                                                | -                                                | 1                                                | 2                                                |
| 10                                               | Bulgarien                                        | 1                                                | -                                                | -                                                | 1                                                |
| 11                                               | Italien                                          | -                                                | 1                                                | 1                                                | 2                                                |
| 11                                               | Norwegen                                         | -                                                | 1                                                | 1                                                | 2                                                |
| 11                                               | Schweiz                                          | -                                                | 1                                                | 1                                                | 2                                                |
| 11                                               | Tschechoslowakei                                 | -                                                | 1                                                | 1                                                | 2                                                |
| 15                                               | Finnland                                         | -                                                | -                                                | 1                                                | 1                                                |
| 15                                               | Polen                                            | -                                                | -                                                | 1                                                | 1                                                |